# Hanya Holm
Pour les articles homonymes, voir Holm.
Hanya Holm, née le 3 mars 1893 à Worms dans le Grand-duché de Hesse et décédée le 3 novembre 1992 à New York aux États-Unis, était une danseuse, chorégraphe et pédagogue d'origine allemande. Elle fait partie des quatre pionniers de la danse moderne, avec Martha Graham, Doris Humphrey et Charles Weidman.

## Biographie
Après avoir étudié la rythmique à l'institut Jaques-Dalcroze, à Hellerau, elle devient l'élève de Mary Wigman, qu'elle a vu danser à Hellerau en 1921 et qui décide de sa vocation de danseuse,.
Elle crée sa première  œuvre en 1929, Histoire du soldat, pour la compagnie de Mary Wigman.  En 1930, elle devient assistante de Mary Wigman pour un Congrès de la danse à Munich puis dirige un institut créé à Dresde. Bénéficiant de ce travail au sein des compagnies de danse expressionnistes allemandes, elle part à New York en 1931 pour ouvrir une annexe de l'école de Mary Wigman. Elle anime cet établissement de 1931 à 1967. En 1937, elle crée un spectacle de danse moderne, souvent considéré comme son chef d’œuvre et intitulé Trend, sur une musique de Wallingford Riegger et d'Edgar Varèse. Ce ballet dramatique est imbibé de l'inquiétude de l'époque, mais invite à prendre conscience des forces vitales qui peuvent assurer à l'humanité un avenir. D'autres créations suivent, Metropolitan Daily en 1938, They Too Are Exiles et Tragic Exodus en 1939, The Golden Fleece en 1941 et What Dreams May Come en 1944. Les thèmes abordés montrent qu'elle est particulièrement attentive à la situation en Europe durant l'entre-deux-guerres,.
Elle donne également des cours au Bennington College et forme notamment Alwin Nikolais, Murray Louis, et Glen Tetley. Composition , improvisation, anatomie, histoire de la danse, cinétographie Laban, lyrisme, travail du torse, occupatioon de l'espace, elle n'enseigne pas un style mais transmet des concepts. Elle a également une influence considérable sur des créateurs tels que Valerie Bettis, ou Jerome Andrews, qui soutint en France les artistes passionnés par la nouvelle danse allemande.
Après la Seconde Guerre mondiale, elle conçoit à Broadway des chorégraphies de comédies musicales bien connues, comme Kiss Me, Kate en 1948, et My Fair Lady en 1956, sur des musiques de Cole Porter, mais aussi, par exemple, The Liar en 1950 (une comédie musicale inspirée d’une pièce de Carlo Goldoni, Le Menteur), The Golden Apple en 1954,  Camelot en 1960, ou encore Anya (en) en 1965.
Elle meurt le 3 novembre 1992, à 99 ans, d'une pneumonie.

## Œuvres principales
- Histoire du soldat (1929)
- Trend (1937)
- Kiss Me, Kate (chorégraphie de la comédie musicale, 1948)
- My Fair Lady (chorégraphie de la comédie musicale, 1956)

## Prix et distinctions
- 1984 : American Dance Festival Award